# Alvilági játékok
Az Alvilági játékok (eredeti cím: Lucky Number Slevin) 2006-ban bemutatott kanadai–brit–német–amerikai neo-noir bűnügyi filmthriller, melyet Jason Smilovic forgatókönyvéből Paul McGuigan rendezett. A főbb szerepekben Josh Hartnett, Bruce Willis, Morgan Freeman, Ben Kingsley és Lucy Liu látható. 
A New Yorkban játszódó film két ellenséges maffiavezér, A Főnök és A Rabbi, illetve a rejtélyes bérgyilkos, Macska úr ténykedéseit követi nyomon. 

## Cselekmény
Egy névtelen, nem meghatározott közlekedési terminálban Smith elkezdi mesélni a Kansas City shuffle történetét egy látszólag egyszerű idegennek. Az események, melyekről beszél, 1979-be nyúlnak vissza, amikor egy lóverseny biztos befutójának pletykája eljut néhány emberhez, köztük egy munkásosztálybeli családapához, aki a jobb élet reményében nagyobb összeget tesz a lóra. Azonban az állat, droggal a szervezetében, ahelyett, hogy könnyűszerrel maga mögött hagyná a mezőnyt, megbicsaklik és a verseny közepén szívroham következtében kimúlik. Mivel a férfinak nincs pénze az adósság kifizetésére a maffiának, s mivel a maffia értesült a lezsírozott befutóról, a férfinak, a bukmékerének, a feleségének és a fiának is meg kell halnia, üzenetként a hazárdjátéktársadalomnak. Ahogy az idegen elámul a történeten, Smith elvonja a figyelmét, hirtelen kitekeri a nyakát, s a férfi azonnal meghal.
Egy fiatalember, Slevin Kelevra éppen barátjához, Nick Fisherhez érkezik, s miközben a lakására tart, kirabolják. Amikor végül eljut céljához, az ajtót nyitva találja, barátját pedig sehol. Mialatt rendbeszedi magát (s csak egy törölközőt visel), találkozik Lindsey-vel, a szomszéddal, s együtt jutnak arra a következtetésre, hogy a hiányzó Nick valójában nem elment otthonról, hanem elrabolták, s nekik kell kinyomozniuk, mi is történt. Lindsey elhagyja a lakást, így Slevin leveszi a törölközőt, hogy megszárítkozzon, ám Lindsey visszajön. Egy kínos csend átitatta pillanat múlva a lány ismét távozik, s Slevin egyedül marad.
Alig pár perc múlva, rátör két gorilla, s az egy szál törölközőben a nagyhatalmú gengszterfőnökhöz viszik, akit csak a Főnökként ismernek, s aki összetéveszti Slevint Nickkel, így most az adósságát akarja látni tőle. Mivel az egyetlen ember a szervezetében, aki tudta, hogyan is néz ki Nick valójában, nemrég meghalt, a Főnöknek nincs oka úgy vélni, hogy Slevin nem Nick.
A Főnök hajlandó kiegyenlítettnek tekinteni a tartozást, amennyiben Slevin elvállalja a rivális maffiafőnök, a Rabbi fiának meggyilkolását. A fiatalembert a Tündér néven ismerik – mindenki tudja, hogy homoszexuális, kivéve a saját apját. A Főnök azért tűzte ki célul a kiiktatását, hogy így álljon bosszút a maga fia közelmúltbeli megöléséért; másnap reggelig ad haladékot Slevinnek a válaszra. Később kiderül, hogy a Főnök eredetileg profi bérgyilkost fogadott a munkára, Smith-t, azonban végül eleget tett Smith azon kérésének, hogy Nick Fisher végezze el a megbízatást, s ezután ő végez Fisherrel, azt a látszatot keltve, hogy két meleg szerető öngyilkos lett, s így a Rabbi nem feltételezné a Főnök kezét az ügyben, s nem törne ki háború a két vezér között.
Röviddel azután, hogy Slevin visszatér jelenlegi lakóhelyére, két tag jelenik meg, akik a Rabbi elé viszik, aki éppen szemközt lakik a Főnökkel; a két kiskirály korábban barátok és „üzlettársak” voltak. A Rabbi szintén összekeveri Slevint Nickkel, s szintén rajta kéri számon Nick adósságát. Slevin ismét hazatér, ahol beszámol Lindseynek a helyzetről. Lindsey mutat egy fotót Slevinnek a mobilján, amin a titokzatos bérgyilkos, Smith látható, s aki mindkét maffiafőnök árnyákában ott jár. Mialatt Slevin kényszeredetten tervezi a Tündér megölését, a rendőrség is felfigyel rá, s mindkét bűnszövetkezet emberei a nyomában vannak, ki egyszerű baleknak, ki egy újonnan érkezett hivatásos gyilkosnak véli; csak Brikowski nyomozó van tisztában vele, hogy ő nem Nick Fisher, mivel volt már dolga a valódival, azonban semmit nem tud Slevinről. Ezalatt a közös nyomozás során Slevin közeli kapcsolatba kerül Lindseyvel.
Hamarosan kiderül: az események megoldása az 1979-es lóverseny után történt incidens. Akkoriban Slevin (Henry) kisfiú volt, s szüleit – a fogadást elbukó apját és a mit sem sejtő anyját – gengszterek gyilkolták meg, köztük a Főnök, a Rabbi, és a rendőrnyomozó. Smith – akinek valódi neve Goodkat – feladata volt Slevin lelövése, mivel senki más nem vállalta volna a kényes feladatot. Azonban ahelyett, hogy végzett volna vele, magához vette és felnevelte a fiút.
A felnőtt Slevin és Goodkat alapos bosszút forralt ki, aminek alapja a Rabbi és a Főnök közelébe férkőzés. Slevin volt az, aki végzett a Főnök fiával (ekkor kereste fel a Főnök Goodkatet bosszúra szomjazva). Slevin Nick Fisher helyére lépett, aki mindkét gengszter könyvelőjének tartozik (Fisher csupán egy szerencsétlen fickó volt, akinek neve mindkét könyvelő feljegyzéseiben szerepelt). Ő volt az az idegen, akivel Goodkat a történet kezdetén végzett a terminálban. Slevin a felelős mind a Főnök, mind a Rabbi bukmékerének haláláért (így jutott hozzá a könyvekhez). Kitalálta a kirablását is, hogy ne legyen tárcája, amivel azonosíthatja magát. A terv szerint, melyet a Főnökkel is megbeszélt, Slevin randevút kér a Tündértől, és végez vele. Ez jelenti a fordulópontot, mert ekkor válik világossá: Slevin nem olyan barátságos és jóhiszemű, mint amilyennek tűnt, s egyáltalán nem esik nehezére a gyilkolás. Goodkat belép a szobába, ám nem Slevinnel végez, ahogy azt a Főnökkel megbeszélte, hanem a Tündér testőreivel. Goodkat magával hozta Nick Fisher holttestét, amit most odafektetnek a Tündér mellé – Slevin és Goodkat felrobbantják a lakást, így a hulla felismerhetetlenné válik. A Főnök nem túlzottan elégedett, mivel „a melónak úgy kellett volna kinéznie, hogy nem egy meló”. Slevin és Goodkat kiiktat néhány testőrt, majd megkötözik a Főnököt és a Rabbit, s Slevin beteljesíti szövevényes bosszúját, úgy végezve a két férfivel, ahogyan annak idején apja halt meg: nejlonzacskóval a fejükön megfulladnak. Az egész sztoriról tudomást szerez egy rendőr, aki beszámol a detektívnek is. Ekkor derül fény arra, hogy maga Brikowski is érintett volt Slevin családjának meggyilkolásában. A telefonbeszélgetésből az is kiderül, hogy a Slevin Kelevra kreált név: az elpusztult versenyló neve volt „Lucky Number Slevin” („Szerencseszám Slevin”), a „kelevra” pedig héber nyelven annyit tesz: „bad dog” („rossz kutya”, a Goodkat [„jó macska”] ellentettje). Slevin a beszélgetés alatt a kocsi hátsó ülésén rejtőzik, majd golyót ereszt Brikowski fejébe.
Lindsey nem volt a terv része, de Slevin számára kellemes hozadék a kivitelezés folyamán. Ám mivel a nő lefényképezte Goodkatet, a bérgyilkos végezni akar vele, s ezt közli Slevinnel, akinek tudomásul kell vennie a fejleményt. Azonban végül elmondja az egész történetét Lindseynek, s figyelmezteti a leselkedő veszélyről, így a lány golyóálló mellényt vesz fel, amibe a szívéhez vérrel töltött tasakot tesz, hogy mikor lövés éri, valósághű legyen a megtévesztés. Később, mikor Slevin és Lindsey találkoznak a reptéren, feltűnik Goodkat is, s elmondja a férfinek, hogy megérti cselekedetét, emlékezve arra, mikor ő is megkímélte Henryt évekkel azelőtt.

## Szereplők
| Szerep            | Színész            | Magyar hang             |
| ----------------- | ------------------ | ----------------------- |
| Slevin            | Josh Hartnett      | Rába Roland             |
| A Főnök           | Morgan Freeman     | Helyey László           |
| A Rabbi           | Ben Kingsley       | Végvári Tamás           |
| Lindsey           | Lucy Liu           | Ruttkay Laura           |
| Brikowski nyomozó | Stanley Tucci      | Háda János              |
| Mr. Goodkat       | Bruce Willis       | Dörner György           |
| Sloe              | Mykelti Williamson |                         |
| Roth              | Danny Aiello       |                         |
| Nick Fisher       | Sam Jaeger         | Menszátor Héresz Attila |

## Érdekességek
- A film reklámozása során Ben Kingsley neve előtt látható volt a lovagi címe. Kritikák érték ezért, mivel a 'Sir' rang általában a filmszakmában nem használatos. Végül kiderült, hogy a hiba felelőse egy stúdiófőnök, aki számára ismeretlen volt a brit kitüntetési rendszer.[3]
- Egy lehetséges párhuzam Tarantino Ponyvaregény című rendezésével Slevin karórájának hangsúlyos szerepe (ami korábban apjáé volt). A Ponyvaregényben Willis karaktere, Butch kapott egy hasonló (azonban aranyból készült) órát, ami szintén apjáé volt azelőtt.
- Ausztráliában a filmet The Wrong Man (A rossz ember) címen mutatták be. Ugyanez a címe Alfred Hitchcock 1956-os filmjének (a magyar fordításban: A tévedés áldozata), amiben a főszereplő személyazonosságát összetévesztik valaki máséval; ezt az elemet nem egy Hitchcock film hordozza – s ebben hasonló az Alvilági játékok is. A filmben szerepel is utalás az Észak-Északnyugat főhősére, mint aki hasonló helyzetbe került Slevinéhez. Számos kritikus vélte úgy, hogy a rosszul megválasztott cím (Lucky Number Slevin – ’Szerencseszám Slevin’) is közrejátszott a gyenge box office szereplésben, s véleményük szerint, noha jóval közhelyesebb, de megfelelőbb lett volna a The Wrong Man az amerikai terjesztéshez is.
- Az utolsó jelenetben az idő 4 óra 20 perc, akárcsak a Ponyvaregényben látható számos órán.
- A film eredeti végkifejletében Slevin megöli Lindseyt, de végül ezt a készítők túl sötét befejezésnek ítélték meg.[4]